# Аполлония Александрийская
Аполло́ния Александри́йская (Аполлиния; III век, Александрия) — раннехристианская мученица, пострадала в гонения императора Деция. Святая католической церкви, память совершается 9 февраля.
Аполлония устояла жестоким пыткам и отказалась отречься от христианства. О её мученичестве пишет в «Церковной истории» Евсевий Памфил, приводя письмо об этих событиях александрийского патриарха Дионисия I Великого к антиохийскому патриарху Фабию:

Язычники схватили также Аполлонию, дивную старушку-девственницу, били по челюстям, выбили все зубы; устроили за городом костер и грозили сжечь её живьем, если она заодно с ними не произнесет кощунственных возгласов. Аполлония, немного помолившись, отошла в сторону, прыгнула с разбега в огонь и сгорела.
— Евсевий Памфил. «Церковная история». VI,41
Святая Аполлония скончалась 9 февраля 248 или 249 года. Исходя из характера мучений атрибутами святой Аполлонии стали зубы или щипцы.
Поздние легенды называют Аполлонию римской мученицей, пострадавшей в период правления Юлиана Отступника.